# Erpetogomphus
Erpetogomphus es un género de libélulas de la familia Gomphidae perteneciente al suborden Anisoptera en el orden Odonata.

## Clasificación y descripción
Erpetogomphus es un género de libélulas neárticas y neotropicales que se distribuyen desde el noroeste de Canadá hasta Colombia y Venezuela. El género está compuesto por 23 especies descritas, 18 de las cuales se encuentran en México, y de estas, siete son endémicas: Erpetogomphus agkistrodon, E. boa, E. cophias, E. erici, E. liopeltis, E. sipedon y E. viperinus. Erpetogomphus es el grupo hermano de Ophiogomphus y juntos forman la subfamilia Onychogomphinae.

## Especies
Este género comprende 23 especies:
- Erpetogomphus agkistrodon Garrison, 1994
- Erpetogomphus boa Selys, 1859
- Erpetogomphus bothrops Garrison, 1994
- Erpetogomphus compositus Hagen in Selys, 1858
- Erpetogomphus constrictor Reí, 1918
- Erpetogomphus cophias Selys, 1858
- Erpetogomphus crotalinus (Hagen in Selys, 1854)
- Erpetogomphus designatus Hagen in Selys, 1858
- Erpetogomphus elaphe Garrison, 1994
- Erpetogomphus elaps Selys, 1858
- Erpetogomphus erici Novelo & Garrison, 1999
- Erpetogomphus eutainia Calvert, 1905
- Erpetogomphus heterodon Garrison, 1994
- Erpetogomphus lampropeltis Kennedy, 1918
- Erpetogomphus leptophis Garrison, 1994
- Erpetogomphus liopeltis Garrison, 1994
- Erpetogomphus molossus Bailowitz, Danforth & Upson, 2013
- Erpetogomphus ophibolus Calvert, 1905
- Erpetogomphus sabaleticus Williamson, 1918
- Erpetogomphus schausi Calvert, 1919
- Erpetogomphus sipedon Calvert, 1905
- Erpetogomphus tristani Calvert, 1912
- Erpetogomphus viperinus Selys, 1868